# Behbahan (Verwaltungsbezirk)
Behbahan (persisch شهرستان بهبهان Schahrestān-e Behbahān) ist ein Schahrestan in der Provinz Chuzestan in Iran. Er enthält die Stadt Behbahan, welche die Hauptstadt des Verwaltungsbezirks ist. 

## Demografie
Bei der Volkszählung 2016 betrug die Einwohnerzahl des Schahrestan 180.593. Die Alphabetisierung lag bei 89 Prozent der Bevölkerung. Knapp 77 Prozent der Bevölkerung lebten in urbanen Regionen.
| Zensusjahr | Einwohnerzahl |
| ---------- | ------------- |
| 2011       | 161.634       |
| 2016       | 180.593       |